# 綿譽
綿譽（1780年10月13日—1844年1月12日），清朝宗室，追封怡親王永福第四子，母妾黃氏。
乾隆四十七年，袭多羅貝勒。后任乾清門行走。嘉慶十年，隨往恭謁祖陵。嘉慶十八年，守護西陵、右翼近支族長。嘉慶二十五年，任宗人府右宗人。道光元年，管理正黃旗覺羅學事務。道光三年，任右翼前鋒統領。道光六年，任正藍旗漢軍都統。道光七年，署鑲紅旗蒙古都統。道光二十三年，署鑲藍旗漢軍都統。同治三年，追封和碩怡親王。

## 家族
- 玄燁 (高祖父)
- 允祥 (曾祖父)
- 弘晈 (祖父)、弘昌 (伯祖)、弘暾 (伯祖)、弘曉 (叔祖)
- 永福 (父)、福康安 (岳父)
- 綿訥 (兄)
- 奕遽、奕章、奕格、奕連、奕崑、奕珷、奕成、奕存、奕彭、奕盤 (子)
- 載敦 (孫)